# Laphria burnsi
Laphria burnsi är en tvåvingeart som beskrevs av Paramonov 1958. Laphria burnsi ingår i släktet Laphria och familjen rovflugor. Inga underarter finns listade i Catalogue of Life.